# Eudactylota abstemia
Eudactylota abstemia är en fjärilsart som beskrevs av Ronald W. Hodges 1966. Eudactylota abstemia ingår i släktet Eudactylota och familjen stävmalar. Inga underarter finns listade i Catalogue of Life.